# Старовинний водевіль
«Старовинний водевіль» — радянський музичний художній фільм 1946 року, прем'єра якого відбулася 1 липня 1947 року, радянська кіноадаптація популярного водевілю XIX століття «Аз і ферт, або Весілля з вензелями» (1849), написаного Павлом Федоровим (1803—1879), начальником репертуарної частини імператорських театрів Санкт-Петербурга.

## Сюжет
Після перемоги над Наполеоном Москву наповнює безліч військових, у тому числі гусарів, в полку яких спостерігається повальна пошесть одружитися. До головного героя Антона Фадєєва в натовпі підходить літній чоловік, який розповідає про те, що його дочці Любочці покійною тітонькою заповідано величезні статки в разі, якщо вона до 18-річчя вступить у шлюб з людиною, чиї ініціали «Аз» і «Ферт» (оскільки свого часу вона була закохана в людину з такими вензелями — Аристарха Фірсикова, і прикрасила ними безліч своїх речей, призначених у посаг). До дня народження вже залишилося три доби. Але гусар відмахується від нього, тому що його серце вражене юною панянкою, яка під час відступу від Бородіно назвала його боягузом. За ненавмисним збігом він зупиняється на постій поряд з тим будинком, куди його заманюють, і там він знаходить свою зазнобу. Господиня його будинку, Євпраксія Аристархівна Фірсикова, стара діва, якій гусар вельми припав до смаку, всіма силами намагається перешкодити щастю закоханих.

## У ролях
- Максим Штраух — Іван Андрійович Мордашов, московський житель
- Олена Швецова — Любушка, дочка Мордашова
- Анна Лисянська — Акулька (Акуліна Іванівна), покоївка Любушки
- Микола Гриценко — Антон Петрович Фадєєв, гусар
- Сергій Столяров — Фаддей Іванович, денщик
- Олександра Панова — Євпраксія Арістарховна Фірсикова, багата жінка в літах
- Анна Павлова — тітонька Євпраксії
- Варвара Рябцева — тітонька Євпраксії
- Людмила Семенова — старша тітонька Євпраксії
- Н. Сокол — тітонька Євпраксії
- Аркадій Цинман — Август Фіш, кредитор Євпраксії  (немає в титрах)

## Знімальна група
- Режисер і сценарист: Ігор Савченко
- Художники-постановники: Абрам Фрейдін, Євген Свідєтєлєв, Михайло Самородський, Євген Куманьков, Ольга Кручиніна
- Оператор:	Євген Андриканіс
- Композитор: Сергій Потоцький
- Звукорежисер: Василь Костельцев
- Монтаж: Тетяна Зінчук